# Oh Father
Oh Father is een nummer van de Amerikaanse zangeres Madonna uit 1989. Het is de vierde single van haar vierde studioalbum Like a Prayer.
"Oh Father" gaat over manlijke gezaghebbende figuren die een rol hebben gespeeld in Madonna's leven, met name haar vader, Tony Ciccone. Madonna's relatie met haar vader was verzuurd na de dood van haar moeder in 1963 en zijn hertrouwen twee jaar later. Tijdens de ontwikkeling van het Like a Prayer-album was Madonna in een emotionele gemoedstoestand vanwege haar persoonlijke problemen, wat tot uiting komt in "Oh Father". Het nummer werd enkel Noord-Amerika en Frankrijk op single uitgebracht, in de meeste Europese landen werd gekozen voor Dear Jessie als single.